# Rybno Kaszubskie
Rybno Kaszubskie – nieczynna stacja kolejowa w Rybnie, w powiecie wejherowskim, w Polsce.